# Hydromeduza argentyńska
Hydromeduza argentyńska (Hydromedusa tectifera) – gatunek żółwia bokoszyjnego z rodziny matamatowatych (Chelidae).

## Występowanie
Hydromeduza argentyńska żyje w słodkich wodach południowo-wschodniej Brazylii, wschodniego Paragwaju, północno-wschodniej Argentyny i Urugwaju.

## Rozmiary
Długość karapaksu: samce do 28,4 cm, samice do 30,6 cm.

## Pożywienie
Hydromeduza argentyńska żywi się bezkręgowcami wodnymi (głównie owadami i ich larwami oraz skorupiakami), a także drobnymi rybami.